# Jüdischer Friedhof (Pístina)

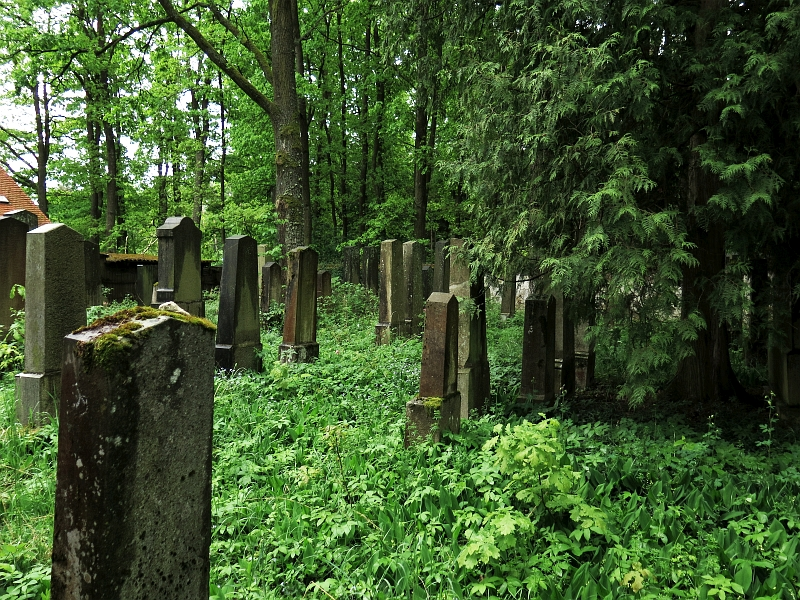
Jüdischer Friedhof in Pístina

Der Jüdische Friedhof in Pístina, einer tschechischen Gemeinde im Okres Jindřichův Hradec der Südböhmischen Region, wurde vermutlich im 19. Jahrhundert angelegt. Der jüdische Friedhof ist seit 1996 ein geschütztes Kulturdenkmal.
Auf dem Friedhof sind noch viele Grabsteine vorhanden.